# (46692) Taormina
(46692) Taormina – planetoida z pasa głównego asteroid okrążająca Słońce w ciągu 3 lat i 283 dni w średniej odległości 2,42 au. Została odkryta 2 lutego 1997 roku w Obserwatorium Kleť w pobliżu Czeskich Budziejowic przez Jana Tichą i Miloša Tichego. Nazwa planetoidy pochodzi od Taormin, malowniczego miasteczka na Sycylii. Przed jej nadaniem planetoida nosiła oznaczenie tymczasowe (46692) 1997 CW1.